# Rebol
Rebol(역사적 표기: REBOL)은 Carl Sassenrath가 네트워크 통신 및 분산 컴퓨팅용으로 설계한 크로스 플랫폼 데이터 교환 언어이자 멀티 패러다임 동적 프로그래밍 언어이다. 코드와 데이터를 위한 작고 최적화된 도메인 특화 언어 개념을 도입하고 있다.

## 디자인

### 쉬운 사용
그래픽 사용자 인터페이스를 갖춘 단순한 "Hello, World!" 프로그램은 다음과 같다:
```
view
 
layout
 [
text
 
"Hello world!"
 
button
 
"Quit"
 [
quit
]]

```

R3-GUI에서는 아래와 같이 표시된다:
```
view
 [
text
 
"Hello world!"
 
button
 
"Quit"
 
on-
action
 [
quit
]]

```

## 같이 보기
- 도메인 특화 언어